# 越南製造加工出口

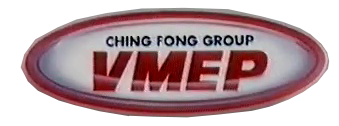
标识

越南製造加工出口（控股）有限公司（英語：Vietnam Manufacturing and Export Processing (Holdings) Limited, VMEPH）為越南的速克達及國民車機車製造商之一，前身為成立於2005年的越南製造加工出口公司（Vietnam Manufacturing and Export Processing），並於2007年正式更名為越南製造加工出口（控股）有限公司，旗下品牌為SYM和SANDA。集團亦生產機車引擎及零件。
該公司是台灣三陽工業的子公司，是第一家到香港股票上市的台資越南公司，並已回臺灣發行臺灣存託憑證（TDR）。
2019年10月21日，越南製造加工出口擬斥700億越南盾買入越南物業作拓展業務及成立旗艦店。所購物業位於河內市西湖郡富上坊D3區D3B - 2地段43號，總佔地面積約194平方米，擬用於商業及住宅，且位於住商混合區內，鄰近將於2022年開業的大型綜合購物中心。

## 連結
- 越南製造加工出口（控股）有限公司 （页面存档备份，存于）